# Culeolus hospitalis
Culeolus hospitalis is een zakpijpensoort uit de familie van de Pyuridae. De wetenschappelijke naam van de soort werd in 2003 voor het eerst geldig gepubliceerd door het echtpaar Claude en Françoise   Monniot.